# ستيفان بيتس
ستيفان بيتس (بالصربية: Стеван Батес)‏ هو لاعب كرة قدم صربي في مركز الدفاع، ولد في 29 نوفمبر 1981 في بلغراد في صربيا. لعب مع ترومسو إيدريتسلاغ وراد بيوغراد وسبارتاك فلاديقوقاز ونادي أو إف كيه بيوغراد ونادي باكو ونادي خزر لنكران ونادي شاتورو ونادي مس كرمان.

## وصلات خارجية
- ستيفان بيتس على موقع رابطة كرة القدم الفرنسية للمحترفين (الإنجليزية)
- ستيفان بيتس على موقع قاعدة بيانات كرة القدم.إي يو (الإنجليزية)
- ستيفان بيتس على موقع Soccerway.com (الإنجليزية)